# Noah Solheid
Noah Solheid (8 juli 2003) is een Belgisch voetballer die onder contract ligt bij RFC Seraing.

## Clubcarrière
Solheid genoot zijn jeugdopleiding bij RFC Malmundaria, Standard Luik en RFC Seraing. In het seizoen 2022/23 kwam hij met het beloftenelftal uit in de Tweede afdeling. Op 6 september 2022 maakte hij zijn officiële debuut in het eerste elftal van Seraing: trainer José Jeunechamps liet hem starten in de bekerwedstrijd tegen Sint-Eloois-Winkel Sport, die de Luikse club met 0-2 won. Op 7 april 2023 maakte hij zijn debuut in de Jupiler Pro League: op de 32e competitiespeeldag liet trainer Jean-Sébastien Legros hem starten tegen Club Brugge. Door deze nederlaag was Seraing met nog twee speeldagen te gaan zeker van de degradatie naar Eerste klasse B. Op die twee laatste speeldagen kreeg Solheid telkens een basisplaats.
In juni 2023 ondertekende Solheid een profcontract tot 2025 bij Seraing.

## Clubstatistieken
| Seizoen         | Club            | Land            | Competitie      | Competitie | Competitie | Beker | Beker | Supercup | Supercup | Europees | Europees | Totaal | Totaal |
| Seizoen         | Club            | Land            | Competitie      | Wed.       | Dlp.       | Wed.  | Dlp.  | Wed.     | Dlp.     | Wed.     | Dlp.     | Wed.   | Dlp.   |
| --------------- | --------------- | --------------- | --------------- | ---------- | ---------- | ----- | ----- | -------- | -------- | -------- | -------- | ------ | ------ |
| 2022/23         | RFC Seraing U23 | Vlag van België | Tweede afdeling | 27         | 3          | —     | —     | —        | —        | —        | —        | 27     | 3      |
| 2022/23         | RFC Seraing     | Vlag van België | Eerste klasse A | 3          | 0          | 1     | 0     | —        | —        | —        | —        | 4      | 0      |
| Carrière totaal | Carrière totaal | Carrière totaal | Carrière totaal | 30         | 3          | 1     | 0     | 0        | 0        | 0        | 0        | 31     | 3      |

Bijgewerkt op 22 juni 2023.
1 Galjé ·
2 Sylla ·
4 Tshibuabua ·
6 Cachbach ·
8 Kilota ·
9 Elisor ·
10 Marius ·
11 Abanda ·
12 Bernier ·
14 Guillaume ·
15 Lahssaini ·
16 Martin ·
18 Poaty ·
20 Ba ·
21 Sambu ·
23 Lepoint ·
30 Dietsch ·
34 Trémoulet ·
35 Conceição ·
40 Opare ·
52 Serwy ·
53 D'Onofrio ·
61 Silini ·
67 Renzulli ·
70 Solheid ·
Coach: Jeunechamps